# Julie London (альбом)
Julie London, также известный как You Don’t Have to Be a Baby to Cry, — двадцать первый студийный альбом американской певицы Джули Лондон, выпущенный в 1964 году на лейбле Liberty Records. Продюсером альбома стал Снафф Гарретт.

## Список композиций
| №  | Название                             | Автор(ы)                           | Длительность |
| -- | ------------------------------------ | ---------------------------------- | ------------ |
| 1. | «Since I Fell for You»               | Бадди Джонсон                      | 2:38         |
| 2. | «Night Life»                         | Вилли Нельсон                      | 2:24         |
| 3. | «Charade»                            | Генри Манчини, Джонни Мерсер       | 2:25         |
| 4. | «You Don’t Have to Be a Baby to Cry» | Боб Меррилл, Терри Шанд            | 2:07         |
| 5. | «Wheel of Fortune»                   | Бенни Бенджамин, Джордж Дэвид Вайс | 2:45         |
| 6. | «Wives and Lovers»                   | Берт Бакарак, Хэл Дэвид            | 2:38         |

| №                   | Название                        | Автор(ы)                      | Длительность |
| ------------------- | ------------------------------- | ----------------------------- | ------------ |
| 1.                  | «Fools Rush In»                 | Руб Блум, Джонни Мерсер       | 2:36         |
| 2.                  | «That Sunday, That Summer»      | Джо Шерман, Джордж Дэвид Вайс | 2:57         |
| 3.                  | «I Wish You Love»               | Шарль Трене, Альберт Бич      | 2:36         |
| 4.                  | «There! I’ve Said It Again»     | Дэвид Манн, Редд Эванс        | 2:03         |
| 5.                  | «All About Ronnie»              | Джо Грин                      | 2:26         |
| 6.                  | «I Want to Find Out for Myself» | Артур Кент, Сильвия Ди        | 2:20         |
| Общая длительность: | Общая длительность:             | Общая длительность:           | 29:48        |

## Участники записи
- Джули Лондон — вокал
- Плас Джонсон — тенор-саксофон
- Джек Шелдон — труба
- Эрни Фриман — аранжировщик, дирижер